# Architekturzentrum
Ein Architekturzentrum, Architekturmuseum oder Architekturforum ist eine kulturelle Einrichtung, die das Ziel hat, Wissen über Architektur, Städtebau und Baukultur einer breiten Bevölkerung zu vermitteln. Dafür bedient es sich unterschiedlicher Mittel wie Ausstellungen, Vorträge, Podiumsdiskussionen, Exkursionen und weitere. Häufig bieten solche Einrichtungen auch spezielle Programme für Kinder, Schulen und Kindergärten an. Die Architekturpädagogik als Teilbereich der Kunstpädagogik liefert den wissenschaftlichen Hintergrund dieser Wissensvermittlung.
Dabei sind die Architekturmuseen in der Regel in städtischer Trägerschaft, die Architekturforen sind als Vereine organisiert, in denen sowohl Architekten als auch architekturaffine „Laien“ Mitglieder sind.
Architekturzentren setzen oftmals die Ziele der Initiative Architektur und Baukultur auf lokaler Ebene um. Sie haben sich zum Ziel gesetzt, die gesellschaftliche Wertschätzung der Baukultur zu erhöhen.

## Zentren und Museen in Deutschland (Auswahl)
- Augsburg: Architekturmuseum Schwaben
- Berlin:
  - Architekturmuseum der Technischen Universität Berlin
  - Architekturforum Aedes
  - Deutsches Architektur Zentrum (DAZ)
  - Museum für Architekturzeichnung
- Bremen: Bremer Zentrum für Baukultur (b.zb)
- Frankfurt am Main: Deutsches Architekturmuseum (DAM)
- Freiburg im Breisgau: Architekturforum
- Gelsenkirchen: Europäisches Haus der Stadtkultur
- Hamburg: Architektur Centrum (AC)
- Ingolstadt: Architekturforum des Kunstvereins Ingolstadt
- Karlsruhe: Südwestdeutsches Archiv für Architektur und Ingenieurbau (saai)
- Kassel: Kasseler Architekturzentrum im Kulturbahnhof (KAZimKuBa)
- Köln: Haus der Architektur Köln (hdak)
- Konstanz: Architekturforum KonstanzKreuzlingen
- Lübeck: ArchitekturForumLübeck
- München: Architekturmuseum der Technischen Universität München (AM)
- München: Architekturgalerie München
- Wiesbaden: Wiesbadener Architekturzentrum (WAZ)

## Zentren und Museen in der Schweiz
- S AM Schweizerisches Architekturmuseum in Basel
- Architektur Forum Bern
- Architektur Forum Ostschweiz in St. Gallen
- Architekturforum Zürich
- Architektur Forum Zürcher Oberland
- Forum Architektur Winterthur
- Architektur Forum Obersee in Rapperswil
- Architekturforum Schwyz in Lachen

## Zentren und Museen in Österreich
- Architekturstiftung Österreich
- Tirol: aut. architektur und tirol in Innsbruck
- Steiermark: hda – Haus der Architektur in Graz
- Oberösterreich: afo architekturforum oberösterreich – Architekturforum Oberösterreich in Linz
- Vorarlberg: vai – Vorarlberger Architektur Institut in Dornbirn
- Wien: Architekturzentrum Wien
- Niederösterreich: ORTE in Krems
- Kärnten: Architektur Haus Kärnten in Klagenfurt
- Burgenland: Architektur Raum Burgenland in Eisenstadt
- Salzburg: Initiative Architektur

## Zentren und Museen im übrigen Europa
In den Niederlanden und in Frankreich gibt es ein nationales Zentrum, das die nationale Architektur sammelt und dokumentiert und aktuelle Diskurse übergreifend thematisiert. Auf lokaler Ebene gibt es dann kleine Zentren, die näher an den Bürgern sind, die sich mit konkreten Fragestellungen vor Ort auseinandersetzen.
Die Neubauten und Anstrengungen in Frankreich und Großbritannien zeigen, welch große Bedeutung man den Architekturzentren beimisst. Sie werden als wichtiger Baustein und Beitrag für die Verbesserung der Baukultur gesehen.
- Architecture Forum/Europäisches Architekturforum, gegr. 1999, virtueller Sitz am Berlage Institut Rotterdam, gefördert durch die EU-Kommission

- Nederlands Architectuurinstituut (NAI) in Rotterdam (Niederlande)
- Cité de l’architecture et du patrimoine in Paris (Frankreich)
- V&A and RIBA Architecture Gallery in London (Großbritannien)
- Arkitekturmuseet in Stockholm (Schweden)
- Finnisches Architekturmuseum in Helsinki

## Zentren und Museen (Weltweit)
- Zoma-Museum